# عمران (آل عمران)
عمران نامی است که قرآن در آیات ۳۵–۳۶ سورهٔ آل‌عمران و آیهٔ ۱۲ سورهٔ تحریم به پدر مریم داده‌است. پدر مریم در عقاید مسیحی یهویاقیم نام دارد و سرگذشت او اولین بار در انجیل مشکوکی موسوم به انجیل یعقوب روایت شده‌است. به گفته قرآن، عمران یکی از راهبان و بزرگان بنی اسرائیل بود.
در روایات اسلامی، «حَنّه» و «اَشْیاع» دو خواهر برجسته در میان بنی‌اسرائیل بودند که اشیاع با زکریا و حنه با عمران ازدواج کرد و به این ترتیب عمران و زکریا با یکدیگر باجناغ شدند. عمران و حنه دارای فرزند نمی‌شدند تا اینکه برپایهٔ روایات حنه که از این موضوع رنج می‌برد روزی هنگامی که در زیر درختی نشسته بود پرنده‌ای را دید که به جوجه‌های خود غذا می‌داد، این موضوع محبت مادرانهٔ او را تحریک کرد و او از خدا از صمیم دل تقاضای فرزند کرد و دعای او مستجاب شد. بر عمران وحی شد که خداوند فرزند پسری به آن‌ها خواهد داد و حنه گمان می‌کرد فرزندشان پسر خواهد بود به همین دلیل نذر کرد که پس از بزرگ‌شدن فرزندش، او را خدمتگزار عبادتگاه بیت‌المقدس قرار دهد، اما وقتی مریم به دنیا آمد، حنه آگاه شد که فرزندش دختر است. مطابق روایات اسلامی، عمران قبل از تولد مریم از دنیا رفت. هنگامی که مریم بزرگ شد، برای خدمتگزاری در عبادتگاه بیت‌المقدس نیاز به سرپرست داشت، به همین دلیل حنه به نزد علما و دانشمندان یهود رفت و گفت این هدیهٔ من به شما، یکی از شما سرپرستی او را برعهده گیرد، و چون هر یک از آن‌ها می‌خواست سرپرست مریم شود در نهایت به قرعه زکریا سرپرستی او را عهده‌دار شد.